# Latijns vierkant
Een Latijns vierkant van de orde n is een vierkant van n rijen en n kolommen, gevuld met n verschillende symbolen waarvan elk precies één keer per rij en ook één keer per kolom voorkomt. Latijnse vierkanten worden gebruikt bij tafels van vermenigvuldiging (Cayley-tabellen), het ontwerpen van experimenten en het detecteren van fouten. De naam 'Latijns vierkant' komt van Leonhard Euler die Latijnse symbolen gebruikte in zijn vierkanten.
Een Latijns vierkant wordt in gereduceerde standaardvorm weergegeven (een reduced latin square) als de symbolen op de bovenste rij in een natuurlijke volgorde geordend zijn (zoals lexicografische ordening) en ook de symbolen in de eerste kolom in natuurlijke volgorde staan. Een Latijns vierkant dat niet in deze standaardvorm staat, kan omgevormd worden naar de standaardvorm door eerst kolommen met elkaar te verwisselen (zodat de eerste rij geordend staat) en daarna ook de rijen te permuteren (zodat de eerste kolom in de natuurlijke volgorde staat).

## Voorbeeld
Een voorbeeld van een Latijns vierkant van orde 3, eerst niet gereduceerd, dan de kolommen verwisseld en daarna ook de rijen.
{\displaystyle {\begin{bmatrix}2&3&1\\1&2&3\\3&1&2\\\end{bmatrix}}}
{\displaystyle {\begin{bmatrix}1&2&3\\3&1&2\\2&3&1\\\end{bmatrix}}}
{\displaystyle {\begin{bmatrix}1&2&3\\2&3&1\\3&1&2\\\end{bmatrix}}}
Het laatste vierkant is nu in de gereduceerde standaardvorm aangezien de bovenste rij en de linkerkolom de getallen in de volgorde 1, 2, 3 bevat.

## Kenmerken
Veel bewerkingen op een Latijns vierkant (zoals rotatie, rijen en kolommen omwisselen, e.d.) geven opnieuw een Latijns vierkant.
Het aantal Latijnse vierkanten voor een gegeven n is gelijk aan het aantal gereduceerde Latijnse vierkanten maal n! * (n - 1)!.

## Latijnse vierkanten in recreatieve wiskunde
Latijnse vierkanten kunnen worden gebruikt om magische vierkanten te construeren. In een zuiver magisch vierkant staan de getallen van 1, ..., n2 en de som van de getallen per rij, kolom en diagonaal moet hetzelfde zijn.
Sudoku's zijn een speciaal geval van Latijnse vierkanten: een standaard Sudokupuzzel is een 9 bij 9 Latijns vierkant waarbij ook geldt dat in elk van de negen afzonderlijke 3 bij 3 vakken de getallen 1 tot en met 9 moeten voorkomen.
Futoshiki is een puzzel waarbij getallen ingevuld moeten worden om een Latijns vierkant te verkrijgen maar waarbij ook voldaan moet worden aan bepaalde ongelijkheden (groter dan, kleiner dan) tussen vakjes.